# NGC 7742
NGC 7742 è una galassia di Seyfert situata a settantadue milioni di anni luce di distanza, nella costellazione del Pegaso. Possiede una magnitudine apparente di +11,5, una declinazione di +10° 46' 00" e una ascensione retta di 23 ore, 44 minuti e 15,8 secondi.
Si sostiene che NGC 7742 possiede un buco nero supermassiccio nel suo nucleo. Si è osservato attraverso il suo spettro la presenza di atomi altamente ionizzati.